# Битва на Фундине (1876)
Битва на Фундине состоялась 2 августа 1876 года в деревне в Кучах, в княжестве Черногория.

## История
Черногорская армия во главе с двумя князьями Черногории, Ильёй Пламенацем и Марко Миляновым, которые имели около 5000 человек под их непосредственным командованием. За несколько дней до боя, черногорский мусульманин Мазо-Хаджи Ахметов рассказал Марко Мильянову, что планирует Османская армия, так что черногорцы знали, откуда на них нападут.
Османы подходили с юго-запада к Кучам, планируя основную атаку на 3 августа. Но, поскольку черногорцы знали их планы, турки контратаковали на день раньше. Большая часть боя проходила в нижней части Хелямовского холма, где турки нападали на окопы. Хотя Марко Мильянов был в гуще битвы, Илья Пламенац командовал армией из тыла, разрабатывая стратегию. После победы, османских лидеров, захваченных в битве, заперли в доме и сожгли. Черногорцы преследовали остатки турок, так что османы быстро разбежались в разные стороны.
Важность этой победы заключалась в том, что черногорцы остановили турок заранее, и обеспечили победу в черногорско-турецкой войне 1876—1878.